# Historia de la notación matemática
La notación matemática comprende los símbolos utilizados para escribir ecuaciones matemáticas y fórmulas. Incluye números arábigos, letras romanas, griegas, hebreas, el alfabeto alemán y una serie de símbolos inventados por los matemáticos, durante los últimos siglos.
El desarrollo de la notación matemática para el álgebra se puede dividir en tres etapas:
- La primera es retórico, donde todos los cálculos se realizan por medio de palabras y símbolos. La mayoría de matemáticos islámicos medievales pertenecían a esta etapa.
- La segunda es sincopado, donde con frecuencia las operaciones utilizadas y las cantidades están representadas por abreviaturas simbólicas.
- La tercera es simbólico, que es un sistema completo de notación y sustitución de todos los retóricos. Este sistema fue utilizado por matemáticos medievales de la India y Europa, desde mediados del siglo XVII.

(Ver tabla de símbolos matemáticos para obtener una lista de símbolos)

## Al principio
La matemática escrita, comenzó con números expresados como marcas de cotejo con cada cuenta que representan una sola unidad. Por ejemplo, una muesca en un hueso representaba un animal, una persona o cualquier otra cosa. La notación simbólica comenzó con los egipcios. Tenían un símbolo de uno, diez, cien, mil, diez mil, cien mil y un millón. Dígitos pequeños fueron colocados a la izquierda del número como en los números arábigos. Más tarde, los egipcios utilizaron la escritura hierática en lugar de la escritura jeroglífica. Por ejemplo, las cuatro líneas verticales usadas para representar cuatro fueron reemplazadas por una sola línea horizontal. El sistema que usaron los egipcios fue utilizado y modificado por muchas otras civilizaciones en el Mediterráneo. Los egipcios también tenían símbolos para las operaciones básicas: por ejemplo las piernas caminado hacia adelante representando la suma y las piernas caminando hacia atrás representando la resta. 
Al igual que los egipcios, los mesopotámicos tenían símbolos para cada potencia de diez. Más tarde, escribieron sus números en casi exactamente la misma forma que se usa actualmente. En lugar de tener símbolos para cada potencia de diez, que acaba de poner el coeficiente de ese número, cada dígito fue en un principio solo separado por un espacio, en la época de Alejandro el Grande, que había creado un símbolo que representaba al cero y fue un marcador de posición. Los mesopotámicos también utilizaban un sistema sexagesimal, que es de base sesenta. Es este sistema el que se utiliza actualmente para la medición de tiempos y ángulos.

## Notación griega
Los griegos al principio emplearon la numeración ática, que se basaba en el sistema de los egipcios y que más tarde fue adaptada y utilizada por los romanos. Los números del uno al cuatro fueron líneas verticales, como en los jeroglíficos. El símbolo de cinco fue el pente (del griego πέντε ‘cinco’), letra griega que fue la primera de la palabra cinco. Números del seis al nueve fueron pentes con líneas verticales a su lado. El diez estuvo representado por la primera letra de la palabra diez, deka, cien por la primera letra de la palabra cien, etc.
El sistema de numeración jónico utiliza el alfabeto entero y tres letras arcaicas.
| Α (α) | Β (β) | Г (γ) | Δ (δ) | Ε (ε) | Ϝ (ϝ) | Z (ζ) | H (η) | θ (θ) | I (ι) | K (κ) | Λ (λ) | Μ (μ) | Ν (ν) | Ξ (ξ) | Ο (ο) | Π (π) | Ϟ (ϟ) | Ρ (ρ) | Σ (σ) | Τ (τ) | Υ (υ) | Ф (φ) | Χ (χ) | Ψ (ψ) | Ω (ω) | Ϡ (ϡ) |
| 1     | 2     | 3     | 4     | 5     | 6     | 7     | 8     | 9     | 10    | 20    | 30    | 40    | 50    | 60    | 70    | 80    | 90    | 100   | 200   | 300   | 400   | 500   | 600   | 700   | 800   | 900   |

Este sistema apareció en el siglo III a. C., antes de las letras digamma (Ϝ), koppa (Ϟ), y sampi (Ϡ) se convirtió en arcaico. Cuando aparecieron las letras minúsculas, estas reemplazaron a las mayúsculas como los símbolos de notación. Los múltiplos de mil fueron escritos como los primeros nueve números con un golpe por delante de ellos, por lo que fue mil, α, dos mil fue, β, etcétera. M se usa para multiplicar números de diez mil. El número 88888888 se puede escribir como H, ηωπη ηωπη * [2]
El razonamiento matemático griego era casi en su totalidad geométrico (aunque a menudo se utiliza para razonar acerca de temas no geométricos, tales como la teoría de números), y por lo tanto, los griegos no sintieron necesidad de utilizar símbolos algebraicos. La gran excepción fue Diofanto de Alejandría, el primer hombre del que se tiene constancia que utilizara notación algebraica. Su Arithmetica fue uno de los primeros textos que utilizaban símbolos en las ecuaciones. No era completamente simbólico, pero fue un gran avance hacia el álgebra. Un número desconocido fue llamado s. El cuadrado de s fue Δ, y, el cubo Ky, la cuarta potencia ΔyΔ y la quinta ΔKy. 
La expresión 2x4 + 3x3 - 4x2 + 5x - 6 se puede escribir como SS2 C3 S4 X5 M u6.

## Notación china

Los números del 0 al 9 en chino huāmǎ (花碼).

Los números usados por los chinos se parecen mucho al sistema de conteo romano. Números del uno al cuatro fueron las líneas horizontales. Cinco fue una "X" entre dos líneas horizontales, se veía casi exactamente igual al mismo número romano usado para denotar diez. Hoy en día, el sistema huāmǎ solo se utiliza para mostrar los precios en los mercados chinos o en los tradicionales facturas escritas a mano.

## Números árabes
A pesar de su nombre, los números árabes en realidad se comenzaron a utilizar en la India. La razón de este concepto erróneo fue que cuando los europeos vieron por primera vez los números fue en un libro en árabe, relativo al arte hindú del cálculo, escrito por Mohommed ibn Musa al-Khwarizmi. Al-Khwarizmi no reclamó los números como árabes, pero con varias traducciones latinas, el hecho de que los números eran indios de origen se ha perdido. 
Uno de los primeros libros europeos que defendió el uso de los números fue el Liber Abaci, de Leonardo de Pisa, más conocido como Fibonacci. El Liber Abaci es más conocido por el problema matemático que Fibonacci describió en él acerca de una población de conejos. El crecimiento de la población llegó a ser una secuencia de Fibonacci, donde un término es la suma de los dos términos anteriores.

## Notación del norte de África
Ibn Abu al-Hasan Ali al-Qalasādī (1412-1482) fue el último gran algebrista medieval árabe, y mejoró la notación algebraica anterior utilizada en el Magreb por Ibn al-Banna en el siglo XIII y por Ibn al-Yasamin en el siglo XII.[cita requerida] En contraste con las anotaciones sincopadas de sus predecesores, Diofanto y Brahmagupta, que carecían de los símbolos de operaciones matemáticas, la notación algebraica de Al-Qalasadi fue la primera en tener símbolos para estas funciones y por tanto uno de "los primeros pasos hacia la introducción del simbolismo algebraico". Representó los símbolos matemáticos utilizando caracteres del alfabeto árabe.

## Pre-cálculo
Dos de los símbolos más utilizados en matemáticas son la suma (+) y la resta (-). El signo más (+) se utilizó por primera vez por Nicole Oresme en Proportionum Algorismus, posiblemente, una abreviatura de "et", que es "y" en América (en gran parte de la misma manera el símbolo de unión que empezó como "otros"). El signo menos se utilizó por primera vez por Johannes Widmann en Aritmética Mercantil. Widmann utilizó el signo menos y el signo más para indicar déficit y superávit, respectivamente. El símbolo radical de la raíz cuadrada fue introducido por Christoph Rudolff porque se parecía a una minúscula "r" (de "base"). El símbolo de la constante pi (π) también fue utilizado por primera vez durante este tiempo. 
En 1557 Robert Recorde publicó La piedra de afilar de Witte, que usa el signo igual (=), así como los signos más y menos para el lector inglés. La obra Isagoge (1591), de Francois Viéte, introdujo la notación moderna para la manipulación de expresiones algebraicas. En 1631, William Oughtred presenta el signo de multiplicación (×) sin abreviaturas y cos para las funciones trigonométricas. 
William Jones usó π en Mathesios palmariorum sinopsis en 1706 porque es la primera letra de la palabra griega perimetron (περιμετρον) ‘perímetro’. Este uso fue popularizado por Euler en 1737.

## Cálculo
Enlace Extcontent://media/external/file/3128erno
El cálculo tenía dos principales sistemas de notación, diseñados por cada uno de sus creadores: el desarrollado por Isaac Newton y el desarrollado por Gottfried Leibniz. El sistema de Leibniz es la notación más utilizada hoy en día. Newton era simplemente un punto o un guion colocado encima de la función. Por ejemplo, la derivada de la función de x se escribiría. La segunda derivada de x se escribiría, etcétera. En el uso moderno, esta notación designa en general a los derivados de las cantidades físicas con respecto al tiempo, y se utiliza con frecuencia en la ciencia de la mecánica. 
Leibniz, en cambio, utilizó la letra "d" como un prefijo para indicar la diferenciación, e introdujo la notación que representa derivadas como si fueran un tipo especial de fracción. Por ejemplo, la derivada de la función de x con respecto a la variable t en la notación de Leibniz se escribiría. Esta notación se hace explícita la variable con respecto a los cuales la derivada de la función se toma. 
Leibniz también creó el símbolo de integral. El símbolo es una S alargada, lo que representa la palabra latina summa, que significa ‘suma’. Cuando la búsqueda de áreas bajo la curva, la integración es a menudo se ilustra mediante la división del área en un número infinito de rectángulos de altura, delgado, cuyas áreas se agregan.

## Euler
Leonhard Euler fue uno de los matemáticos más prolíficos de la historia, y tal vez también fue el inventor más prolífico de la notación canónica. Sus contribuciones incluyen su uso del correo para representar a la base de los logaritmos naturales. No se sabe exactamente por qué fue elegido e, pero fue probablemente debido a que las primeras cuatro letras del alfabeto ya eran utilizados para representar las variables y constantes otros. Euler fue también uno de los primeros en utilizar π para representar pi constantemente. El uso de π se sugirió por primera vez por William Jones, quien lo utilizó como forma abreviada de perímetro. Euler fue también el primero en utilizar i para representar la raíz cuadrada de uno negativo, a pesar de que antes lo usaban como un número infinito (hoy en día el símbolo creado por John Wallis, se utiliza para el infinito). Para representar la sumatoria, Euler fue el primero en utilizar la letra mayúscula griega sigma, Σ, como en. Para las funciones, Euler fue el primero en usar la notación f(x) para representar una función de x. 

## Peano
En 1895 Giuseppe Peano publicó la primera edición de su Formulario matemático, un esfuerzo para digerir las matemáticas en un texto breve sobre la base de símbolos especiales. Un ejemplar pasó a manos de Bertrand Russell en 1900 en una conferencia de París, tan impresionado quedó Russell que él también la tomó como la base para hacer las matemáticas más concisas. El resultado fue escrito en Principia Mathematica, junto con Alfred North Whitehead. Este tratado marca un hito en la literatura moderna, donde se convirtió en símbolo dominante. El Formulario de Peano, aunque menos popular que el trabajo de Russell, continuó a través de cinco ediciones. La quinta apareció en 1908 e incluyó 4200 fórmulas y teoremas. 

## Lógica
Una vez que la lógica fue reconocida como una parte importante de las matemáticas, fue que recibió su propia notación. Algunos de los primeros fue el conjunto de símbolos utilizados en el álgebra booleana, creada por George Boole en 1854. Boole mismo no veía la lógica como una rama de las matemáticas, pero ha llegado a ser abarcada de todos modos. Símbolos que se encuentran en el álgebra de Boole incluyen (Y), (O), y (NO). Con estos símbolos y letras para representar diferentes valores verdad, uno puede hacer declaraciones lógicas tales como, que es "(uno es verdadero o un NO es cierto) es cierto", lo que significa que es cierto que es verdadero o no verdadero (es decir, falso). El álgebra de Boole tiene muchas aplicaciones prácticas como es, pero también fue el comienzo de lo que sería un gran conjunto de símbolos utilizados en la lógica. La mayoría de estos símbolos se pueden encontrar en el cálculo proposicional, un sistema formal de lo descrito. Α es el conjunto de elementos, tales como la a en el ejemplo anterior con el álgebra de Boole. Ω es el conjunto que contiene los subconjuntos que contienen las operaciones, tales como productos o componentes. Ζ contiene las reglas de inferencia, que son los que dictan las normas como las inferencias pueden ser lógicamente hecho, y Ι contiene los axiomas. (Véase también: Básico y Derivados argumento formas). Con estos símbolos, las pruebas se puede decir que son completamente artificiales. 
Mientras que prueba su teorema de la incompletitud, Kurt Gödel fue creando una alternativa a los símbolos utilizados normalmente en la lógica. Él usó los números de Gödel, que eran los números que representan las operaciones con los números de conjunto, y las variables con los primeros números primos mayores de 10. Con números de Gödel, las declaraciones de la lógica se puede descomponer en una secuencia de números. Gödel a continuación, dio un paso más, teniendo los primeros n números primos y su puesta a la potencia de los números en la secuencia. Estos números se multiplicaron luego juntos para obtener el producto final, dando a cada declaración de la lógica su propio número. Por ejemplo, tome la declaración "No existe un número x tal que no es y". Uso de los símbolos del cálculo proposicional, esto llegaría a ser. Si los números de Gödel reemplazan los símbolos, se convierten en 8, 4, 11, 9, 8, 11, 5, 1, 13, 9. Hay diez números, así que los diez primeros números primos se encuentran y son 2, 3, 5, 7, 11, 13, 17, 19, 23, 29. A continuación, los números de Gödel se hacen los poderes de los números primos respectiva y se multiplicaron, dando. El número resultante es aproximadamente.
- Datos: Q3893386